# Karabin Czang Kaj-szeka
Artykuł ten został zgłoszony do umieszczenia na stronie głównej w rubryce „Czy wiesz”.
Pomóż nam go sprawdzić: oceń zgłoszoną nominację.
Karabin Czang Kaj-szeka (chiń. 中正式), znany również jako karabin Generalissimusa i karabin Typ 24 (chiń. 二四式) – chińska wersja niemieckiego karabinu Standardmodell, poprzednika karabinka Mauser 98k, nazwana na cześć generalissimusa Czang Kaj-szeka.
Produkcja seryjna karabinu Czang Kaj-szeka rozpoczęła się w 1935 roku (24. rok kalendarza republikańskiego, stąd Typ 24). Jednak produkcję na dużą skalę rozpoczęto dopiero podczas II wojny chińsko-japońskiej. Chińscy komuniści oznaczyli go jako Typ 79.

## Historia

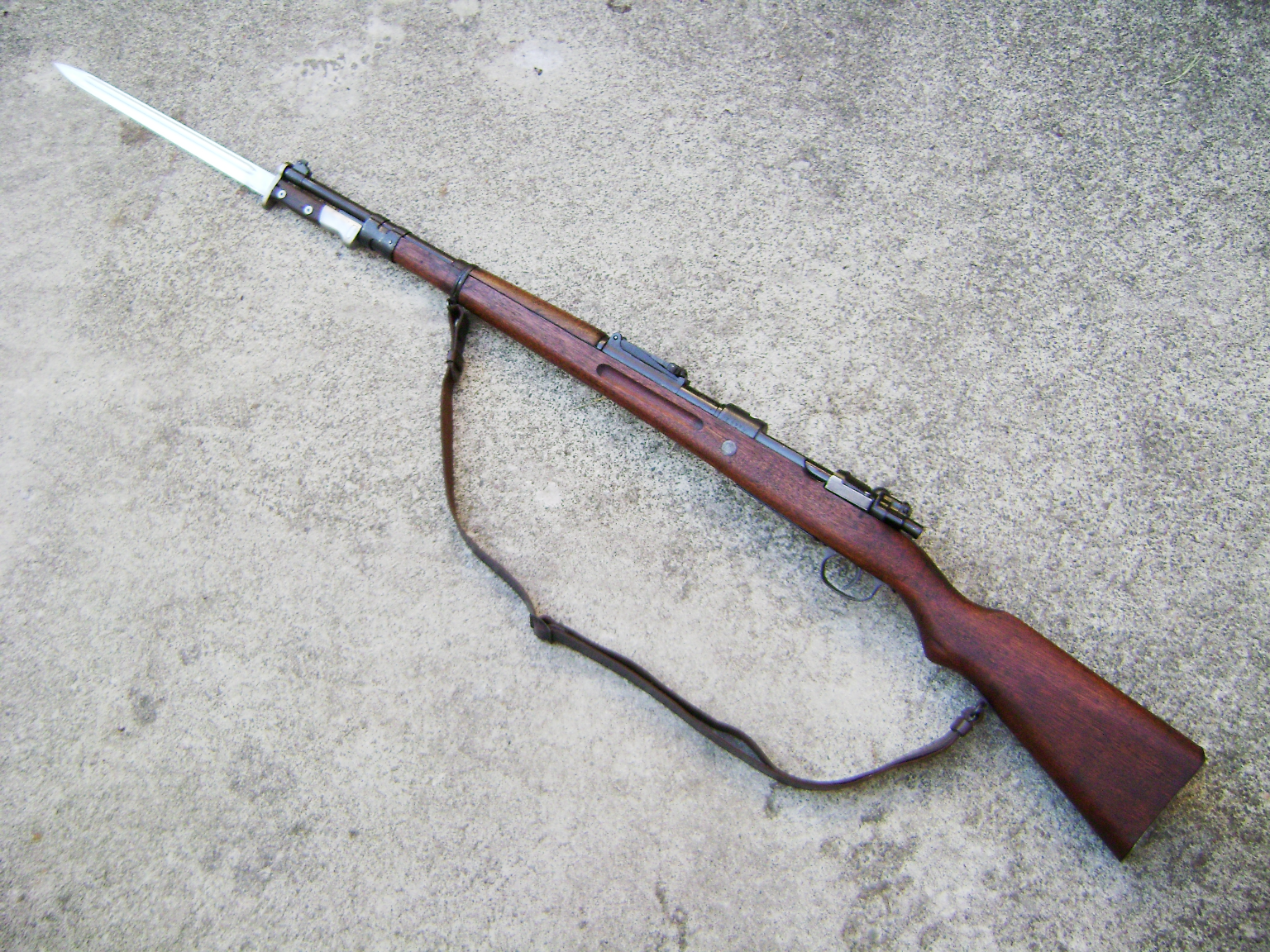
Karabin Czang Kaj-szeka z bagnetem HY1935

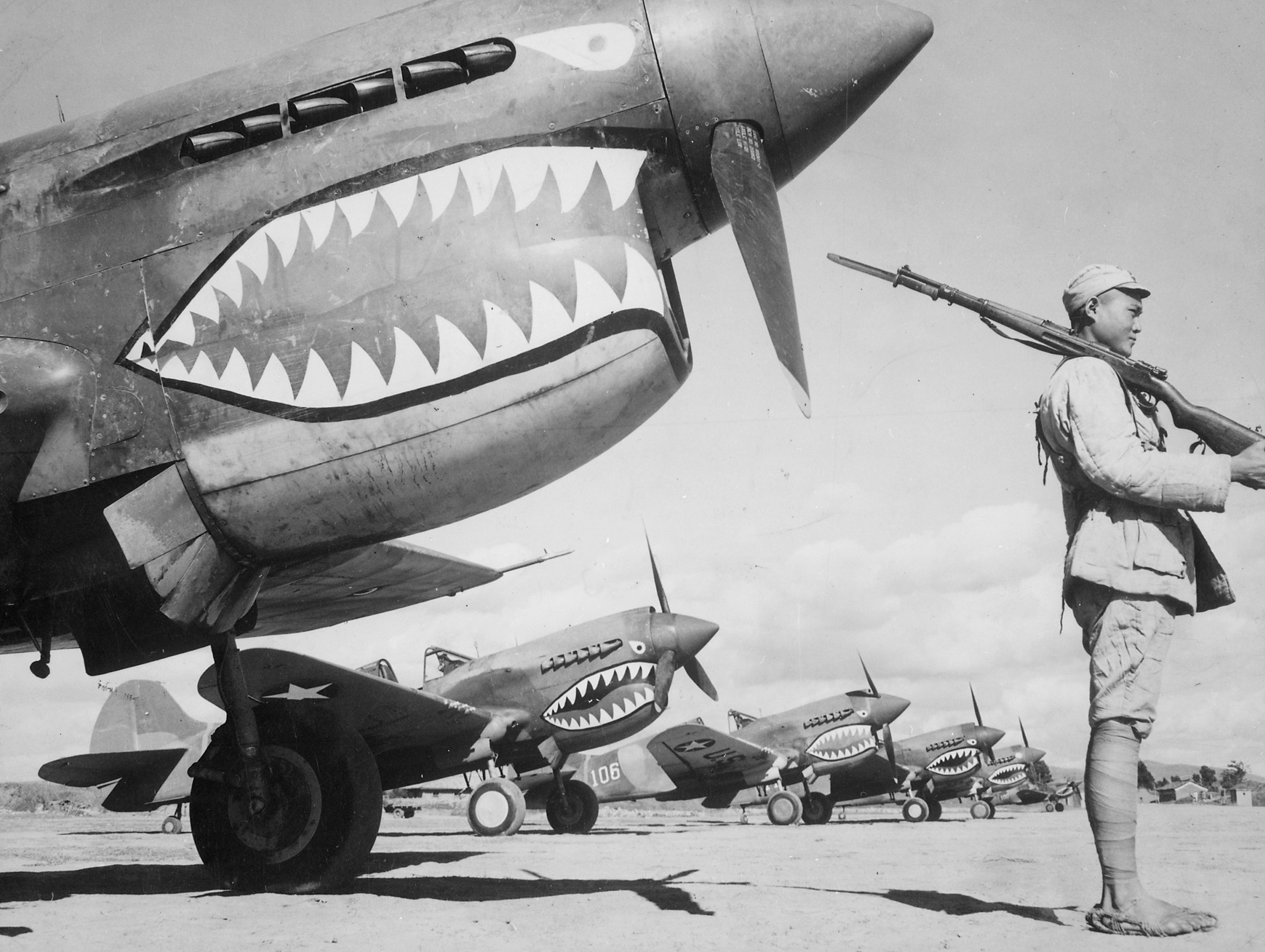
Żołnierz Narodowej Armii Rewolucyjnej uzbrojony w karabin Czang Kaj-szeka, pilnujący samolotów myśliwskich P-40

Broń ta służyła jako jeden z głównych karabinów bojowych Narodowej Armii Rewolucyjnej. Podobnie jak Karabiner 98k, była to skrócona i odchudzona wersja karabinu Gewehr 98, a konkretnie karabinu Oberndorf Export Mauser o nazwie Standardmodell. W 1934 roku Chiny zakupiły 10 000 egzemplarzy, a Niemcy dostarczyli oprzyrządowanie do produkcji karabinu Typ 24. Materiały z 1934 roku okazały się nieodpowiednie i nowe maszyny wysłano na początku 1935 roku.
Chociaż karabin trafił do produkcji w Arsenale Gongxian w lipcu 1935 roku, ograniczone moce produkcyjne Chin sprawiły, że początkowo produkowano go w niewielkiej liczbie egzemplarzy. Nazwę karabinu zmieniono z Typ 24 na karabin Czang Kaj-szeka po wizycie generalissimusa w fabryce.
W miarę trwania wojny chiński przemysł w zachodnich miastach, takich jak Chongqing i Kunming, pozwalał na produkcję coraz większej liczby tych karabinów, choć kontrole jakości wciąż obowiązywały ze względu na konieczność przemieszczania maszyn, aby uniknąć przejęcia lub zniszczenia przez wojska japońskie.
Wraz z pistoletem Mauser C96 i hełmem M35, broń ta stała się najbardziej rozpoznawalnym elementem wyposażenia Narodowej Armii Rewolucyjnej w burzliwym okresie walk wewnętrznych i odpierania japońskiej agresji w Chinach. Karabin, choć nazwany na cześć Czang Kaj-szeka, był intensywnie używany również przez komunistów, z którymi generalissimus walczył podczas chińskiej wojny domowej.
Chiński sierżant Tung Chih Yeh twierdził, że zastrzelił ponad 100 żołnierzy Cesarskiej Armii Japońskiej z karabinu Czang Kaj-szeka z lunetą i bez niej w rejonie rzeki Jangcy.
W 1941 roku chińscy komuniści wyprodukowali kopie tego karabinu, nazywając je karabinem Typ 55 na cześć 55. urodzin dowódcy 8 Armii Szlaku, Zhu De (późniejszego marszałka Chińskiej Republiki Ludowej).
W latach 1935–1949 wyprodukowano około 600 000 egzemplarzy wszystkich modeli, z czego około 400 000 w czasie wojny.
Pod koniec lat 40. XX wieku karabin Czang Kaj-szeka został wycofany z użytku na froncie na rzecz lepszego amerykańskiego sprzętu z pomocy wojskowej, takiego jak półautomatyczny karabin M1 Garand, karabinek M1 i pistolet maszynowy Thompson. Pomimo zastąpienia go nowocześniejszą bronią, nadal służył on w Siłach Zbrojnych Republiki Chińskiej aż do lat 70. XX wieku jako karabin rezerwy. Chińscy Ochotnicy Ludowi używali karabinó Typ 79 podczas wojny koreańskiej wraz z inną bronią strzelecką, która została dostarczona ChRL przez Związek Radziecki w ramach pomocy wojskowej. Wśród broni dostarczonej chińskim siłom komunistycznym w Korei przez Związek Radziecki znajdowały się również zdobyte przez Sowietów w czasie II wojny światowej karabinki Mauser 98k. Karabin Typ 79 był używany również przez Việt Minh w końcowej fazie I wojny indochińskiej oraz Vietcongu podczas wojny w Wietnamie.
Chińska Milicja Ludowa używała karabinów Typ 79 (a także karabinów Arisaka, M1903 Springfield i Mosin-Nagant) do początku lat 80. XX wieku, zanim został on zastąpiony nowocześniejszą bronią strzelecką (np. karabinkiem Typ 56) i stał się uzupełniającą bronią ceremonialną (głównym karabinem ceremonialnym jest SKS) Chińskiej Armii Ludowo-Wyzwoleńczej do dziś. Wiele z tych karabinów (wraz z inną bronią strzelecką Chińskiej Armii Ludowo-Wyzwoleńczej i Milicji Ludowej) było używanych przez różne frakcje Czerwonej Gwardii podczas rewolucji kulturalnej w połowie i pod koniec lat 60. XX wieku.

## Konstrukcja
Główną przewagą karabinu Czang Kaj-szeka nad japońską Arisaką była większa siła obalająca dzięki zastosowaniu mocniejszego naboju Mauser 7,92 x 57 (średnica pocisku 0,323 cala); karabin miał również lepszą szybkostrzelność i większy zasięg niż Arisaka. Broń była krótsza (podobnie jak Karabiner 98k) w porównaniu z Gewehr 98 i Arisaką Type 38, ale strzelanie powodowało większy huk i odrzut.
Karabin może być wyposażony w bagnet HY1935 mocowany za pomocą tego samego zaczepu co w Mauserze.

## Użytkownicy
- Republika Chińska – Narodowa Armia Rewolucyjna, armie militarystów[6], a także Armia Pokojowego Budowania Narodu[16]
- Chińska Republika Ludowa – Chińska Armia Ludowo-Wyzwoleńcza (jako Typ 79)
- Wietnam – Việt Minh[17] i Vietcong[13]